# Čeněk Habart
Čeněk Habart (21. září 1863 Předbořice – 24. května 1942 Votice) byl český spisovatel, učitel, kronikář a fotograf.

## Biografie
Narodil se ve vesnici Předbořice asi 12 km severně od Milevska, kde také začal chodit do školy. Později vystudoval učitelský ústav v Praze a v roce 1883 zahájil svoji pedagogickou činnost jako učitel. Nejprve jako podučitel v Petrovicích na Sedlčansku, později v Jesenici, celých 14 let v Jetřichovicích a nakonec deset let ve Voticích. Zde mu byl za mimořádné zásluhy udělen čestný titul ředitele školy, který se v té době uděloval pouze vedoucím měšťanských škol. V roce 1927 odešel do důchodu a věnoval se své spisovatelské činnosti. Zemřel v roce 1942 ve Voticích a na zdejším hřbitově je také pochován.

## Dílo
Ve své mimopedagogické činnosti se věnoval zejména národopisu a sběru lidových písní. Byl dopisovatelem různých regionálních časopisů a autorem tří divadelních her pro děti. V roce 1895 se stal jedním ze spolupořadatelů Národopisné výstavy českoslovanské v Praze. Vypracoval plán vesnického stavení a zajistil veškeré zařízení této stavby. Vrcholem jeho práce bylo vydání obsáhlého vlastivědného díla Sedlčansko, Sedlecko a Voticko.

### Sedlčansko, Sedlecko a Voticko
Habartovým opus magnum je čtyřdílná vlastivědná monografie nazvaná Sedlčansko, Sedlecko a Voticko: Popis a dějiny krajiny mezi stříbropěnnou Vltavou a památným Blaníkem a vylíčení života jejího lidu. V letech 1925-28 Habart za pomoci učitelstva sedlčanského okresu a revizí několika starších rukopisů zpracoval první tři díly, věnující se postupně politickému členění, horopisu a vodopisu, historii, etnografii a spolkové činnosti v regionu (už tyto tři svazky čítaly dohromady přes 1200 stran).
Koncem 20. let začal Habart s přípravami posledního dílu, který měl obsahovat podrobné dějiny všech obcí a osad v oblasti. Postupoval přitom formou dotazníků zasílaných místním učitelům, jejichž údaje poté zpracovával v ucelené texty. V popisech obcí uváděl podrobná statistická data, historický vývoj i současný stav, zevrubně popisoval architektonické památky i životy význačných rodáků. Text byl doplněn mnoha ilustracemi Otakara Stibora a Habartovými vlastními dokumentárními fotografiemi.
Rukopis čtvrtého dílu byl připraven k vydání v samém závěru třicátých let, vzhledem k politické situaci už ale ani přes usilovnou Habartovu snahu vydán nebyl. Po jeho smrti upadala existence rukopisu ve druhé polovině 20. století postupně v zapomnění. Teprve s oživením zájmu o regionální historii na přelomu 80. a 90. let 20. století bylo dílo znovu objeveno a po dvouleté redakční práci roku 1994 nákladem radnic v Sedlčanech, Sedlci-Prčici a Voticích po téměř 60 letech od svého vzniku konečně vydáno.